# Campénéac
Campénéac település Franciaországban, Morbihan megyében. Lakosainak száma 1940 fő (2022. január 1.). Campénéac Tréhorenteuc, Paimpont, Beignon, Porcaro, Augan, Ploërmel, Gourhel és Loyat községekkel határos.

## Népesség
A település népességének változása:
| Lakosok száma | 1399 | 1305 | 1406 | 1659 | 1917 | 1944 | 1903 | 1888 | 1898 | 1940 |
|               | 1968 | 1982 | 1990 | 2006 | 2013 | 2015 | 2017 | 2019 | 2020 | 2022 |